# Championnat de Nouvelle-Zélande de football 1985
Navigation
Saison précédente Saison suivante
La saison 1985 du Championnat de Nouvelle-Zélande de football est la 16e édition du championnat de première division en Nouvelle-Zélande. La NSL (National Soccer League) regroupe douze clubs du pays au sein d'une poule unique, où ils s'affrontent deux fois au cours de la saison, à domicile et à l'extérieur. À la fin de la compétition, le dernier du classement dispute une poule de promotion-relégation avec le champion de chacune des trois ligues régionales, afin de se disputer la dernière place parmi l'élite.
C'est le club de Wellington Diamond United qui remporte la compétition après avoir terminé en tête du classement final, avec trois points d'avance sur le tenant du titre, Gisborne City AFC et quatre sur North Shore United AFC. C'est le 3e titre de champion de Nouvelle-Zélande de l'histoire du club.

## Les clubs participants
| - Nelson United - Christchurch United AFC - Papatoetoe AFC - Napier City Rovers - North Shore United AFC - Dunedin City | - Gisborne City AFC - Auckland University AFC - Mount Wellington AFC - Wellington Diamond United - Manurewa AFC - Miramar Rangers |

## Compétition

### Classement
Le barème utilisé pour établir le classement est le suivant :
- Victoire : 3 points
- Match nul : 1 point
- Défaite : 0 point

| Rang | Équipe                     | Pts | J  | G  | N | P  | Bp | Bc | Diff |
| ---- | -------------------------- | --- | -- | -- | - | -- | -- | -- | ---- |
| 1    | Wellington Diamond United  | 41  | 22 | 12 | 5 | 5  | 50 | 33 | +17  |
| 2    | Gisborne City AFC (T)      | 38  | 22 | 11 | 5 | 6  | 41 | 26 | +15  |
| 3    | North Shore United AFC     | 37  | 22 | 11 | 4 | 7  | 47 | 33 | +14  |
| 4    | Mount Wellington AFC       | 32  | 22 | 8  | 8 | 6  | 40 | 30 | +10  |
| 5    | Miramar Rangers            | 30  | 22 | 8  | 6 | 8  | 35 | 33 | +2   |
| 6    | Nelson United AFC          | 30  | 22 | 9  | 3 | 10 | 35 | 46 | -11  |
| 7    | Auckland University AFC    | 30  | 22 | 9  | 3 | 10 | 30 | 45 | -15  |
| 8    | Dunedin City               | 29  | 22 | 8  | 5 | 9  | 34 | 38 | -4   |
| 9    | Christchurch United AFC    | 28  | 22 | 8  | 4 | 10 | 24 | 25 | -1   |
| 10   | Manurewa AFC               | 27  | 22 | 7  | 6 | 9  | 30 | 49 | -19  |
| 11   | Papatoetoe AFC             | 26  | 22 | 8  | 2 | 12 | 36 | 37 | -1   |
| 12   | Napier City Rovers AFC (C) | 20  | 22 | 5  | 5 | 12 | 36 | 43 | -7   |

|  | Champion de Nouvelle-Zélande 1985                                     |
|  | Participation au barrage de promotion-relégation                      |
|  | (T) : Tenant du titre (C) : Vainqueur de la Coupe de Nouvelle-Zélande |

## Bilan de la saison
| Championnat de Nouvelle-Zélande de football 1985                             |                                      |
| Champion                                                                     | Wellington Diamond United (3e titre) |
| Coupes et trophées                                                           |                                      |
| Vainqueur de la Coupe de Nouvelle-Zélande 1985                               | Napier City Rovers AFC               |
| Promotions et relégations                                                    |                                      |
| Promus en Championnat de Nouvelle-Zélande de football                        | Manawatu United AFC                  |
| Relégués en Championnat de Nouvelle-Zélande de football de deuxième division | Napier City Rovers AFC               |